# Mamelucchi della Guardia imperiale
I Mamelucchi della Guarda imperiale (in francese Mamelouks de la Garde impériale) furono un'unità di cavalleria della Guardia imperiale napoleonica.
Lo squadrone venne creato nel 1801 con guerrieri mamelucchi fedeli alla Francia, evacuati dall'Egitto dopo la conclusione della sfortunata campagna francese. Unità dalle pittoresche uniformi di foggia "orientale", i mamelucchi della Guardia imperiale si misero in luce durante la battaglia di Austerlitz, e in seguito servirono in alcune delle principali campagne militari dell'epoca napoleonica: dalla battaglia di Eylau alla guerra d'indipendenza spagnola, dalla campagna di Russia alla campagna nel nord-est della Francia fino alla battaglia di Waterloo. L'unità fu infine sciolta nel 1815.

## Storia

### Costituzione

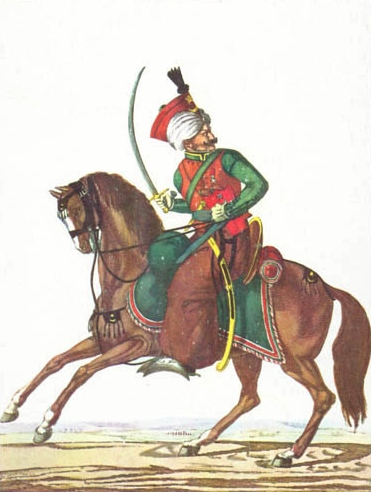
Mamelucco della Guardia in una stampa del XIX secolo

Nel corso della campagna d'Egitto del 1798-1801, le truppe di Napoleone Bonaparte ebbero modo di confrontarsi con i guerrieri Mamelucchi, corpo scelto di cavalleria composto principalmente da reclute provenienti dalla regione del Caucaso (in particolare circassi e georgiani). Un decreto di Napoleone del settembre 1798 dispose il reclutamento di contingenti di Mamelucchi all'interno delle forze francesi in Egitto, mentre l'anno successivo il generale Jean-Baptiste Kléber, successore di Napoleone alla guida dell'armata, creò una prima compagnia di cavalleria con prigionieri di guerra siriani catturati nel corso dell'assedio di San Giovanni d'Acri. Nel luglio 1800 il nuovo comandante francese, generale Jacques François Menou, espanse l'organico della compagnia originaria fino a un contingente di tre compagnie di circa 100 uomini ognuna, denominate nell'ottobre 1800 "Mamelouks de la République".
Sconfitta dalle forze britanniche, l'armata francese in Egitto fu rimpatriata nel settembre 1801 portandosi dietro alcune centinaia di Mamelucchi, siriani e greci che avevano combattuto per la Francia. Nell'ottobre 1801 Napoleone inviò il suo aiutante di campo, l'allora colonnello Jean Rapp, a reclutare uno squadrone di cavalleria di 250 uomini tra i rifugiati giunti dall'Egitto e ammassati a Marsiglia per farne una sua guardia del corpo personale; Rapp trovò molti degli uomini troppo indisciplinati per poter essere arruolati, ma riuscì a reclutare abbastanza soldati per formare, il 7 gennaio 1802, uno squadrone di 150 uomini. Al 21 aprile seguente l'organico dell'unità era salito a 168 uomini, ovvero 13 ufficiali (9 francesi e 4 Mamelucchi) e 155 soldati (tutti Mamelucchi), suddivisi tra due compagnie.
I ranghi della truppa vedevano principalmente la presenza di Circassi, Georgiani, Egiziani e Siriani, ma erano presenti in piccoli numeri anche Sudanesi, Abissini, Tunisini e altri provenienti dalle zone dei Balcani controllate dagli Ottomani. Solo dal 1809 si iniziarono ad accettare nei ranghi dello squadrone volontari europei (principalmente Francesi ma anche Belgi, Tedeschi e Italiani), divenuti progressivamente la maggioranza degli effettivi. Nel corso della sua storia, un totale di 583 uomini servì nello squadrone dei Mamelucchi: di questi, 209 erano di origine "orientale" e 374 europea.

### Principali operazioni

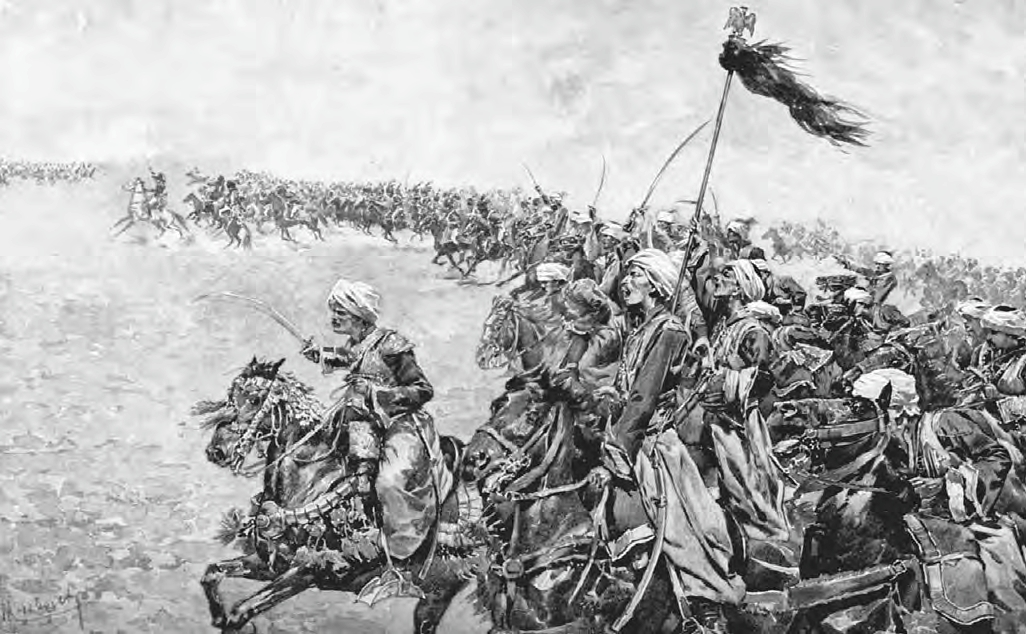
La carica dei mamelucchi ad Austerlitz in una stampa di Felicien de Myrbach-Rheinfeld di inizio XX secolo

Rapp fu sostituito alla guida dello squadrone nel maggio 1803 dal colonnello (poi generale di brigata) Pierre Louis Dupas. Un decreto del 21 gennaio 1804 ordinò che lo squadrone dei mamelucchi fosse aggregato al reggimento dei Cacciatori a cavallo della Guardia consolare (divenuta "Guardia imperiale" dopo la proclamazione dell'Impero il 18 maggio 1804); in questa veste, lo squadrone partecipò ad alcune delle principali campagne napoleoniche.
Il 2 dicembre 1805 i mamelucchi presero parte alla battaglia di Austerlitz; in una fase cruciale dello scontro, lo squadrone partecipò alla carica della cavalleria della Guardia francese contro i suoi omologhi della Guardia imperiale russa, che aveva contrattaccato con successo il centro dello schieramento di Napoleone: la furiosa mischia di cavalleria vide vittoriosi i francesi, e i mamelucchi poterono rivendicare la cattura di due stendardi nemici e di 120 prigionieri. Le perdite dello squadrone ammontarono a un morto e cinque feriti. Non impegnati in significative azioni durante la campagna del 1806 contro la Prussia (nel corso della quale il comando dello squadrone era passato al capitano Charles Delaitre) i mamelucchi parteciparono invece alla battaglia di Pułtusk il 25 dicembre 1806 contro i russi: dopo una violenta mischia con la cavalleria nemica, lo squadrone annoverò tre ufficiali e 17 soldati feriti. L'8 febbraio 1807 i mamelucchi tornarono in azione contro i russi nel corso della battaglia di Eylau, prendendo parte alla grande carica dell'intera cavalleria della Guardia francese in un momento critico per lo schieramento napoleonico; le perdite per lo squadrone ammontarono a quattro ufficiali e cinque soldati feriti.

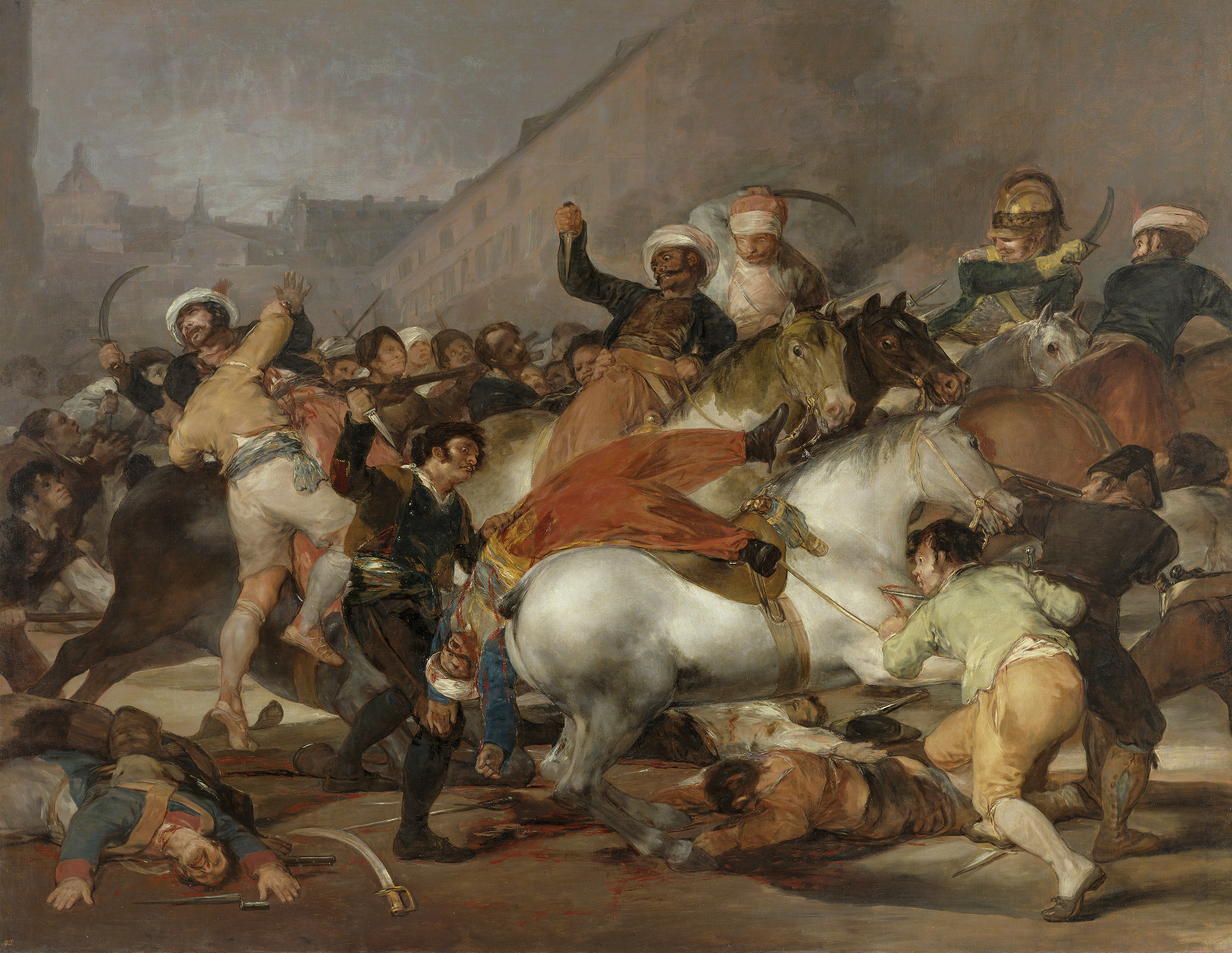
Il 2 maggio 1808 o La carga de los mamelucos en la Puerta del Sol, celebre quadro di Francisco Goya dedicato alla rivolta di Madrid del 2 maggio 1808

Nell'aprile 1807 Delaitre lasciò la guida dello squadrone, passato ad interim sotto il comando del capitano Jean Renno; questi fu poi sostituito nel settembre 1808 dal colonnello François Antoine Kirmann, che avrebbe guidato lo squadrone fino al suo scioglimento. 
I mamelucchi fecero parte della forza agli ordini del maresciallo Gioacchino Murat inviata a presidiare Madrid nel marzo 1808; la presenza degli stesi mamelucchi fu vista come una provocazione da parte degli spagnoli, da sempre ostili ai "Mori". Il 2 maggio seguente la popolazione spagnola insorse in armi contro i francesi, e i mamelucchi furono coinvolti nei feroci e sanguinosi combattimenti per le strade che portarono alla repressione della rivolta; le perdite dello squadrone ammontarono a tre morti e cinque feriti. Lo squadrone dei mamelucchi partecipò, senza essere impegnato, alla battaglia di Medina de Rioseco contro gli spagnoli il 14 luglio 1808; in seguito, un distaccamento di mamelucchi fece parte della forza di cacciatori della Guardia che ingaggiò le forze britanniche in Spagna nella battaglia di Benavente il 29 dicembre 1808, scontro conclusosi con una sconfitta dei francesi: due mamelucchi furono uccisi, due feriti e uno preso prigioniero nello scontro.
I mamelucchi furono richiamati in Francia dopo lo scoppio della guerra della quinta coalizione, ma videro scarsa azione nella vittoriosa campagna francese contro l'Austria. Dopo un nuovo ciclo di operazioni in Spagna, nel corso del quale fu coinvolto solo in azioni minori, all'inizio del 1812 lo squadrone fu inviato in Polonia per partecipare alla progettata campagna di Russia; nel corso della dura campagna i mamelucchi furono tenuti in riserva e parteciparono solo ad azioni secondarie, anche se il 25 ottobre 1812 salvarono l'imperatore Napoleone e il suo stato maggiore dalla cattura da parte dei cosacchi russi nel corso di una scaramuccia a Gorodnja. Al 16 dicembre 1812 lo squadrone aveva lamentato la perdita di 34 uomini tra morti, prigionieri e dispersi in Russia.
All'inizio del 1813, nel corso di una generale riorganizzazione della cavalleria della Guardia, i mamelucchi divennero ufficialmente il decimo squadrone dei cacciatori a cavallo, con una compagnia formalmente assegnata alla Vecchia Guardia e una alla Giovane Guardia; l'organico fu portato a 250 uomini, per quanto a quella data solo un terzo di essi era composto da genuini mamelucchi mentre i restanti due terzi erano composti da europei (in maggioranza francesi ma anche volontari italiani, tedeschi e belgi). I mamelucchi videro scarsa azione nel corso della campagna di Germania del 1813: presenti ma poco impegnati alla battaglia di Lipsia, i mamelucchi parteciparono alla carica della cavalleria della Guardia alla battaglia di Hanau il 31 ottobre. A dispetto di queste poche azioni significative, i mamelucchi dovettero lamentare diverse perdite in scontri secondari nonché per diserzioni, e quando alla fine lo squadrone rientrò in Francia con il resto dell'armata il totale degli uomini perduti arrivò a 59.

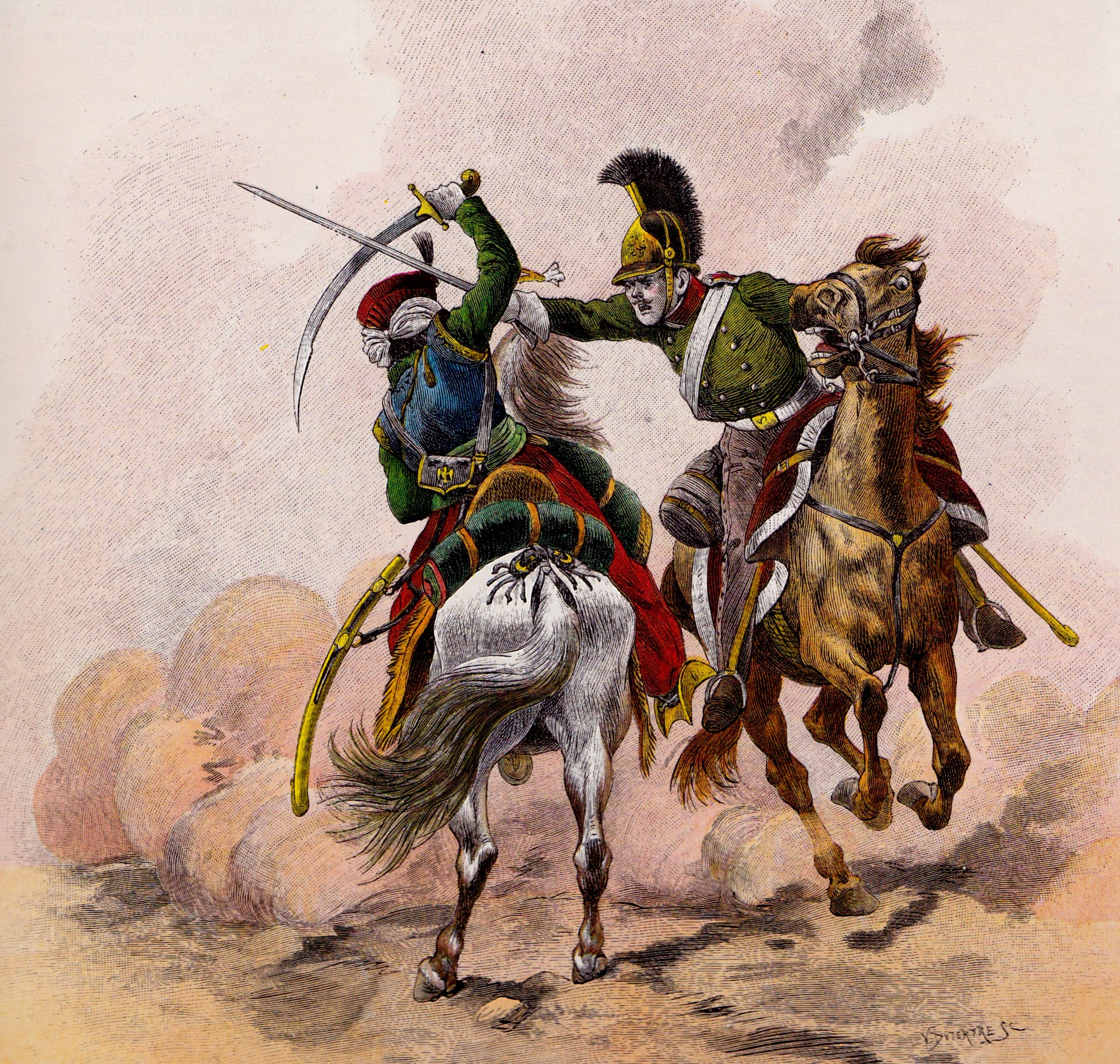
Un mamelucco affronta un dragone russo in una stampa di fine XIX secolo

I mamelucchi furono in azione nel corso della campagna nel nord-est della Francia del gennaio-marzo 1814, con la compagnia della Vecchia Guardia assegnata all'armata principale di Napoleone e la compagnia della Giovane Guardia in forza all'Armata del Nord del maresciallo Nicolas-Joseph Maison. I mamelucchi furono presenti a diversi scontri, tra cui la battaglia di Brienne (29 gennaio), la battaglia di Château-Thierry (12 febbraio) e la battaglia di Saint-Dizier (26 marzo), dove si misero in luce catturando una batteria di 18 cannoni russi; un contingente di mamelucchi combatté anche alla battaglia di Parigi il 30-31 marzo, ultimo scontro della campagna.
Nel corso della prima restaurazione borbonica, la compagnia dei mamelucchi della Vecchia Guardia (tranne sette uomini che seguirono Napoleone nel suo esilio all'isola d'Elba) fu integrata all'interno del Corps Royal des Chassurs de France (i vecchi cacciatori a cavallo della Guardia imperiale), mentre gli uomini della compagnia della Giovane Guardia furono riassegnati al 7º Reggimento cacciatori a cavallo; a quella data, i mamelucchi veterani della Vecchia Guardia erano solo 41 di cui appena 18 di origine "orientale". Dopo il ritorno di Napoleone e l'avvio dei "cento giorni", un decreto del 24 aprile 1815 dispose la ricostruzione di uno squadrone di mamelucchi su due compagnie, sempre aggregato ai cacciatori a cavallo della rinata Guardia imperiale; oltre ai 41 originari mamelucchi provenienti dal Corps Royal, lo squadrone riunì altri 94 uomini veterani del corpo. Lo squadrone fu presente alla campagna in Belgio del giugno seguente e alla battaglia di Waterloo, anche se non partecipò ai combattimenti e non subì perdite.
Lo squadrone dei mamelucchi fu sciolto subito dopo la seconda abdicazione di Napoleone e l'avvio della seconda restaurazione borbonica. Molti dei mamelucchi di origine orientale, riparati a Marsiglia con le loro famiglie, furono massacrati dalle folle realiste durante gli eventi del "Terrore bianco"; gli altri furono confinati, per ordine delle autorità, con i loro famigliari sull'Isola di Santa Margherita dove dovettero vivere in condizioni di povertà, anche se alcuni ex generali bonapartisti tra cui Rapp riuscirono a garantire loro piccole pensioni di guerra. Quattro veterani dei mamelucchi della Guardia accompagnarono poi, nel 1830, in qualità di interpreti le forze francesi impegnate nella conquista dell'Algeria.

## Equipaggiamento

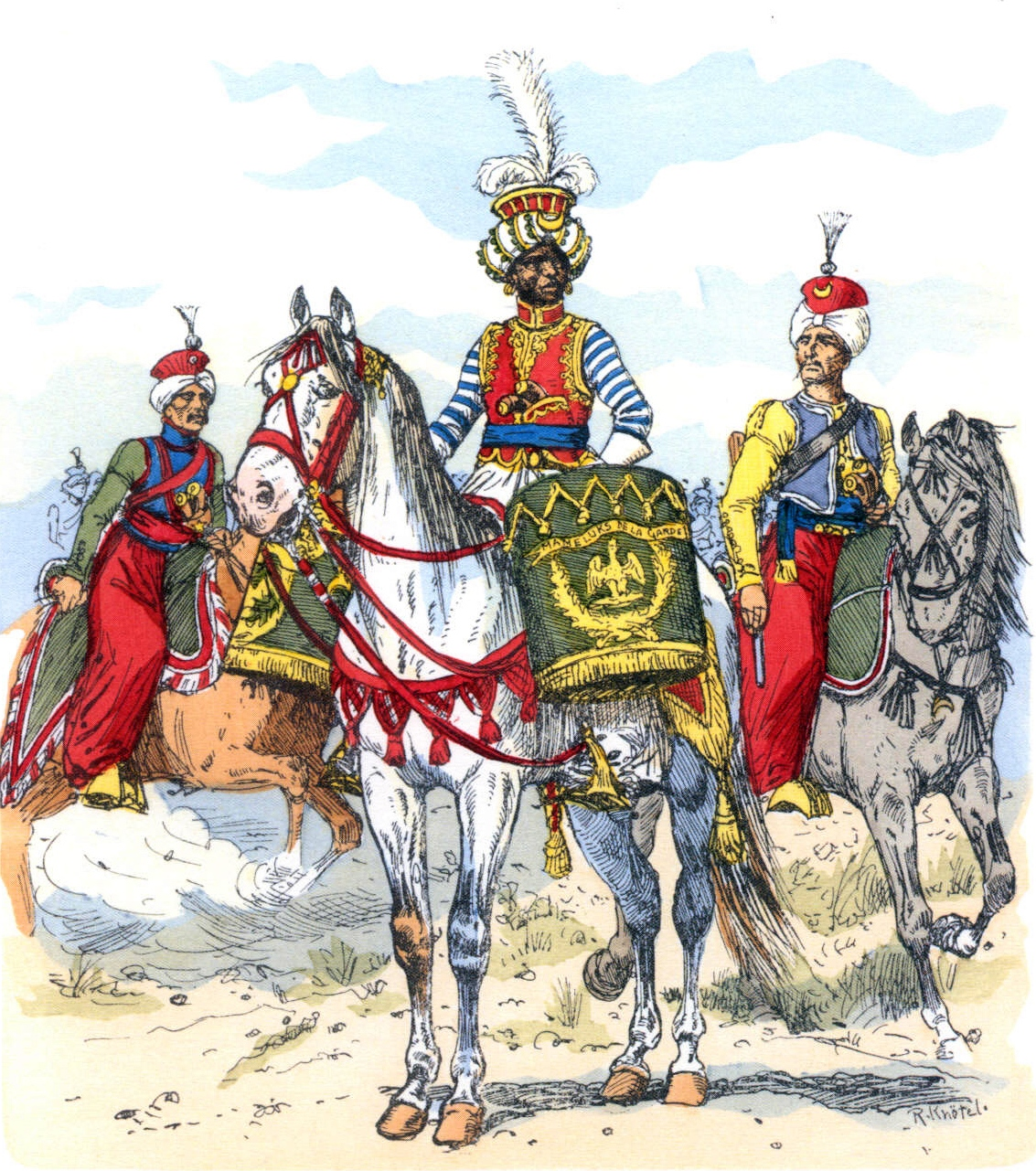
Timpanista dei mamelucchi della Guardia in una tavola di Richard Knötel

Fin dall'origine il corpo fu dotato di un'uniforme dal chiaro stile orientale, rendendo i mamelucchi uno dei corpi più pittoreschi e immediatamente distinguibili della Guardia imperiale napoleonica.
L'uniforme comprendeva una camicia (in vari colori, principalmente verde ma anche bianca, celeste o gialla), con collo alto e a maniche lunghe ornate con galloni e filettature, portata sotto un gilet di foggia orientale rosso o scarlatto chiuso in vita da una fascia in stile arabo di colore scarlatto; erano poi portati degli ampi pantaloni di stile arabo (charoual) di colore amaranto, rosso o scarlatto e stivali in cuoio giallo, rosso o marrone chiaro. Sulla testa era portato un copricapo cilindrico (cahouk o cahouch), inizialmente verde e poi rosso, cremisi o scarlatto, circondato da un turbante bianco e ornato con un asprì nero; giberne e bandoliere erano in cuoio marocchino di colore rosso o verde, anche se in campagna venivano portate le cinghie standard in cuoio bianco dell'esercito francese.
Dopo il 1813, anche per il crescente numero di soldati di origine europea presenti nello squadrone, fu introdotta un'uniforme di tipo francese da indossare alternativamente all'uniforme di foggia orientale; non era raro che, in campagna, gli uomini indossassero elementi dell'una e dell'altra uniforme combinati insieme in vario modo. L'uniforme "francese" comprendeva una giacca turchina con filettature e galloni cremisi, panciotto scarlatto, calzoni di taglio "all'ungherese" turchini portati sotto sovrapantaloni turchini con rinforzi in cuoio nero e galloni cremisi; come copricapo era portata una bustina (Bonnet de police) turchina con filettature cremisi e galloni gialli. Per i servizi da scuderia veniva portata una giacca turchina e sovrapantaloni grigi, mentre per combattere il maltempo era dato in dotazione un ampio mantello a calotta grigio.
I mamelucchi egiziani avevano fama di essere degli "arsenali ambulanti", portando con sé una grande varietà di armi da fuoco e da taglio di vario tipo; questa tradizione fu mantenuta anche per i mamelucchi della Guardia imperiale. Come armi da fuoco erano portati sia una carabina che un trombone, oltre a due pistole; in seguito, il trombone fu abbandonato mentre le pistole in dotazione furono aumentate a quattro (due portate in fondine fisse alla sella del cavallo, due infilate nella fascia in vita del soldato). L'arma bianca principale era la "spada mamelucca", una sciabola di foggia turca con lama lunga 77,2 centimetri, portata in un fodero di cuoio nero con le parti in metallo di ottone; erano poi portati un pugnale (con lama da 35,5 centimetri) e una mazza, anche se quest'ultima era spesso sostituita da una corta ascia. Inizialmente era prevista anche una lancia, che tuttavia non fu poi adottata.
In origine come stendardo lo squadrone portava quattro tugh, aste di rame alte 2,7 metri sormontate da una sfera e da una coda di cavallo (le prime due nere, le seconde una rossa e una gialla); dopo la buona prova fornita nella battaglia di Austerlitz, per disposizione di Napoleone lo squadrone fu dotato dello stendardo standard delle unità di cavalleria francese, consistente in un guidone a coda di rondine con i colori francesi sormontato da un'aquila in rame dorato.